# 沔阳府
沔陽府，元朝時設置的府。
宋朝時為復州。元世祖至元十三年（1276年），併入元朝版圖。至元十五年（1278年），改復州為沔陽府，治所在玉沙縣（今湖北省仙桃市西南），屬河南江北等處行中書省荊湖北道宣慰司管轄。轄境相當今湖北省仙桃市、天門市、洪湖市等地區。下轄玉沙縣、景陵縣2縣。龍鳳十年（1364年），吳王朱元璋平定江漢，沔陽府劃歸湖廣等處行中書省。明洪武九年（1376年）四月，降沔陽府為沔陽直隸州。嘉靖十年（1531年）十二月，沔陽州轉屬承天府。